# Requiem (Berlioz)
Pour les articles homonymes, voir Requiem (homonymie).
Le Requiem, ou plus exactement la Grande Messe des morts (opus 5) H 75, d'Hector Berlioz (1803–1869) a été composé en 1837. Cette partition est l'une des œuvres les plus connues du musicien en raison de son énorme effectif orchestral de bois et de cuivres comprenant quatre ensembles de cuivres antiphoniques placés dans les coins de la scène. L’œuvre dure environ 90 minutes et tire son texte de la messe latine traditionnelle de Requiem.

## Histoire
Adrien de Gasparin, ministre de l’Intérieur français, voulait remettre au goût la musique religieuse. Il décida donc de financer chaque année un compositeur pour l’écriture d’une messe ou d’un oratorio de grande dimension. Le ministre commença en 1837 avec Berlioz en lui demandant de composer une messe de Requiem en mémoire des soldats de la Révolution de juillet 1830.
Berlioz, voulant composer une œuvre avec une grande orchestration, a accepté avec joie cette demande : « Le texte du Requiem était pour moi une proie dès longtemps convoitée, qu’on me livrait enfin, et sur laquelle je me jetai avec une sorte de fureur ».
La représentation initialement prévue pour la commémoration de la révolution de 1830 fut annulée et la première eut finalement lieu lors d’un service funèbre pour les soldats morts lors de la prise de Constantine. Berlioz avait pour habitude de diriger ses œuvres mais on lui imposa de prendre François-Antoine Habeneck, avec qui il était brouillé, comme chef d’orchestre.
La première, qui obtint un grand succès, fut donc dirigée par Habeneck le 5 décembre 1837 dans l’Église des Invalides pour les obsèques du général Charles Marie Denys de Damrémont. Selon les Mémoires de Berlioz, à l’arrivée d’un moment critique du Tuba mirum, « Habeneck baisse son bâton, tire tranquillement sa tabatière et se met à prendre une prise de tabac » ; Berlioz se rua sur le podium pour diriger l'orchestre, sauvant ainsi le concert d’un désastre. Cette anecdote est jugée peu crédible par divers critiques,,,,, toutefois il s'agit de commentateurs qui n'étaient pas des contemporains de Berlioz et n'avaient pas assisté au concert. En effet, des témoins de l'époque, comme Charles Hallé et Eugène de Mirecourt, ont attesté l'incident. Il y aurait aussi le témoignage de Julien Tiersot, l'un des plus sérieux biographes de Berlioz au début du XXe siècle. David Cairns ne conteste d'ailleurs pas le fait lorsqu'il dit : « incident attesté par des témoins indépendants », mais il ajoute en note :  « Je spécule en situant l'incident à la répétition générale publique plutôt qu'à la cérémonie elle-même, car je suppose qu'un musicien relativement peu connu comme Hallé aurait plutôt assisté à la générale qu'à cette grandiose manifestation, parmi tous ces hauts personnages ».
Berlioz a dédié son Requiem à Gasparin. Il le plaçait au premier rang de toutes ses œuvres, et il a écrit : « Si j’étais menacé de voir brûler mon œuvre entier, moins une partition, c’est pour la Messe des morts que je demanderais grâce ».

## Structure

### Orchestration
Au sujet du nombre de musiciens et de chanteurs, Berlioz a écrit sur la partition que « ce nombre est relatif et si possible, si la place le permet, il faut doubler ou tripler le nombre de voix et augmenter le nombre d’instruments dans les mêmes proportions ».
La messe fut interprétée par 440 musiciens et chanteurs lors de sa création.

### Mouvements
Il y a dix mouvements dans ce Requiem :
- Introit et Kyrie
- Séquence : 
  - Dies iræ
  - Quid sum miser
  - Rex tremendæ
  - Quærens me
  - Lacrimosa
- Offertoire : 
  - Domine Jesu Christe
  - Hostias
- Sanctus
- Agnus Dei et Communion

Curieusement il y a 603 barres de mesure dans les cinq premiers mouvements et autant dans les quatre derniers. Les premier et quatrième mouvements sont à 
. Le sixième mouvement, Lacrimosa, est à 
 et a 201 mesures, le tiers de 603. Ces proportions, voulues ou non, donnent un état d’équilibre et de stabilité.

## Analyse
Premier mouvement
Le Requiem ouvre gravement avec les violons, les cors, les hautbois et les cors anglais entrant graduellement avant les chœurs. La musique devient ensuite plus agitée et désespérée. Le premier mouvement contient les deux premières sections de la messe de Requiem (Introit et Kyrie).
Deuxième mouvement
La Séquence commence dans le second mouvement avec le Dies iræ qui décrit le jugement dernier. Les quatre ensembles de cuivres placés dans les coins de la scène apparaissent dans ce mouvement un par un ; ils sont rejoints par 16 timbales, 2 grosses caisses et 4 gongs. La montée du son est suivie par l'entrée des chœurs. Les vents et les cordes terminent le mouvement.
Troisième mouvement
Le troisième mouvement, Quid sum miser, est court et décrit ce qui se passe après le jugement dernier. L'orchestre est réduit à deux cors anglais, huit bassons, et aux violoncelles et contrebasses.
Quatrième mouvement
Le Rex tremendæ contient des oppositions contrastées. Le chœur chante à la fois d'un air suppliant comme pour demander de l'aide et majestueusement.
Cinquième mouvement
Quærens me est un mouvement doux, calme, entièrement a cappella.
Sixième mouvement
Le Lacrimosa est en 9/8 et est considéré comme le centre du Requiem. C'est le seul mouvement écrit sous une forme sonate reconnaissable et c'est le dernier mouvement exprimant la peine. L'effet dramatique de ce mouvement est amplifié par l'ajout de nombreux cuivres et percussions. Ce mouvement conclut la section Séquence de la messe.
Septième mouvement
Ce mouvement commence avec l'Offertoire. Domine Jesu Christe est basé sur un motif de trois notes : la, si♭ et la. Ce motif chanté par le chœur s'entremêle avec la mélodie de l'orchestre. Il dure environ dix minutes, presque jusqu'à la fin du mouvement qui se termine calmement. Robert Schumann fut très impressionné par les innovations de ce mouvement.
Huitième mouvement
La conclusion de l'Offertoire, l'Hostias, est courte et écrite pour les voix masculines, huit trombones, trois flûtes et les cordes.
Neuvième mouvement
Le Sanctus est chanté par un ténor. Les flûtes jouent de longues notes tenues. Les voix féminines chantent également, répondant peut-être au ténor. Les cordes graves et les cymbales les rejoignent ensuite. Une fugue chantée par tout le chœur, accompagné par tout l'orchestre, termine le mouvement. Dans la version originale, Berlioz utilise 10 ténors pour la partie solo.
Dixième mouvement
Le mouvement final contient l'Agnus Dei et la Communion de la messe joués par les cordes et les vents. Le mouvement réutilise les mélodies et les effets des mouvements précédents.

## Réception
Alfred de Vigny, dans son Journal d'un poète en date du 5 décembre 1837 déclare : la musique « est belle et bizarre, sauvage, convulsive et douloureuse. »
Parmi la presse, plusieurs dizaines de journaux rendirent compte de la soirée et seuls deux ou trois articles furent hostiles. Encore faut-il souligner que leurs auteurs n'avaient probablement pas assisté au concert, car ils donnèrent des informations fausses. Le bibliothécaire du Conservatoire, Bottée de Toulmon – spécialiste de musique médiévale –, écrivit un article dans la Gazette musicale pour reconnaître les innovations du musicien,.
Le journaliste Christophe Deshoulières, collaborateur du magazine Diapason, écrit : « Le Requiem de Berlioz est une méditation intime sur le néant mise en perspective avec des moyens gigantesques. [...] Seuls Brahms et Mahler l'égaleront par la suite ».

## Discographie
| Chef                | Chœur et orchestre | Ténor                   | Lieu/date                                               | Label/note                                                                                         |
| ------------------- | --- | ----------------------- | ------------------------------------------------------- | -------------------------------------------------------------------------------------------------- |
| Jean Fournet        | Chœur Émile Passani etGrand orchestre de Radio Paris                                                                              | Georges Jouatte         | 09/1943                                                 | ColumbiaMalibran-Music (OCLC 43850206)                                                             |
| Theodore Hollenbach | The Chorus and Orchestra of the Rochester Oratorio Society                                                                        | Ray de Vol              | 1954                                                    | Columbia records HARMONY report CD 2017                                                            |
| Dimitri Mitropoulos | Wiener Philharmoniker Wiener Staatsopernchor                                                                                      | Léopold Simoneau        | 15/07/1956                                              | Cetra concerto Live 1978 Orfeo 1997                                                                |
| Dimitri Mitropoulos | Kölner Rundfunk-Sinfonie-Orchester Hamburger Kölner Rundfunk-Sinfonie-Chor                                                        | Nicolai Gedda           | 26/08/1957                                              | ICA classics Andromeda 2008                                                                        |
| Hermann Scherchen   | Chœurs de la RTF Orchestre du Théâtre national de l'Opéra de Paris                                                                | Jean Giraudeau          | Église Saint-Louis-des-Invalides (Paris), 07-09/04/1958 | Vega Adès Réédité en stéréo d'après les bandes originales par Tahra en 2006 report Cascavelle 2019 |
| Charles Munch       | Chœur du New England Conservatory BSO                                                                                             | Léopold Simoneau        | 26-27/04/1959                                           | RCA                                                                                                |
| Thomas Beecham      | Chœur et RPO | Richard Lewis           | Concert, 13/12/1959                                     | BBC Legends BBCS 4403-2(OCLC 59108341)                                                             |
| Eugene Ormandy      | Temple University Choir Philadelphia Orchestra                                                                                    | Cesare Valletti         | 1964                                                    | Sony classical 1997                                                                                |
| Charles Munch       | Chœur et Orchestre de la Radio bavaroise                                                                                          | Peter Schreier          | 07/1967                                                 | DG (OCLC 871883717)                                                                                |
| Colin Davis         | Chœur et LSO | Ronald Dowd             | 11/1969                                                 | Philips 2001 Pentatone                                                                             |
| Maurice Abravanel   | The Utah Symphony Orchestra The University of Utah Civic Chorale The University of Utah A Capella Choir                           | Charles Bressler        | 1969                                                    | Vanguard classic records 1972                                                                      |
| Oganes Chekidzhyan  | Armenian State Choir Leningrad Philarmonic Orchestra                                                                              | ?                       | 1972                                                    | Melodiya 1973                                                                                      |
| Léonard Bernstein   | Chœur et ONF | Stuart Burrows          | Église Saint-Louis-des-Invalides (Paris),28-30/09/1975  | Sony (OCLC 638856571)                                                                              |
| Louis Frémaux       | City of Birmingham Symphony Ochestra City of Birmingham Symphony Chorus                                                           | Robert Tear             | 1975                                                    | Emi Warner 2019                                                                                    |
| Lorin Maazel        | Cleveland Orchestra and Chorus | Kenneth Riegel          | 1978                                                    | Decca                                                                                              |
| Michael Gielen      | Kölner Rundfunkchor Chor Der Württembergischen Staatstheater Stuttgart, Sündfunk-Chor Stuttgart Radio-Sinfonieorchester Stuttgart | David Rendall           | 1979                                                    | Süddeutscher Rundfunk 66.28050                                                                     |
| André Previn        | London Philharmonic Choir and Orchestra                                                                                           | Robert Tear             | Londres, Walthamstow Town Hall,21-24/04/1980            | EMI                                                                                                |
| Daniel Barenboim    | Chœur et Orchestre de Paris | Placido Domingo         | 1981                                                    | DG report 2019                                                                                     |
| Robert Shaw         | Chœur et OS. Atlanta | John Aler               | 1984                                                    | Telarc                                                                                             |
| Gary Bertini        | Kölner Rundfunkchor Kölner Rundfunk-Sinfonie-Orchester                                                                            | Keith Lewis             | 1984                                                    | EMI Deutsche Harmonia mundi                                                                        |
| Jean-Pierre Loré    | Orchestre Français d'Oratorio Chœur français d'oratorio                                                                           | Version avec dix ténors | 1987                                                    | Esoloun                                                                                            |
| James Levine        | Ernest-Senff-Chor et OP. Berlin                                                                                                   | Luciano Pavarotti       | 05/1989                                                 | DG (OCLC 725985716)                                                                                |
| Alain Lombard       | Orchestre National Bordeaux Aquitaine Chœur Philharmonique de Prague & Chœur de la Philharmonie slovaque                          | Jean-Luc Viala          | 10/1990                                                 | Forlane                                                                                            |
| Claude Hopkins      | Orchestra & Choirs of the Sydney Conservatorium of music & Willoughby Symphony Choir                                              | Tom Hamilton            | 1992                                                    | Washington classics                                                                                |
| Seiji Ozawa         | Chœur du Festival de Tanglewood et BSO                                                                                            | Vinson Cole             | 10/1993                                                 | RCA (OCLC 32222564)                                                                                |
| Michael Schonwandt  | Ernst-Senff Choir Rundfunkchor Berlin Berliner Sinfonie-Orchestra                                                                 | James Wagner            | 1993                                                    | Kontrapunkt                                                                                        |
| Noel Edison         | Toronto Mendelssohn Choir Toronto Mendelssohn Youth Choir Elora Festival Orchestra                                                | Michael Schade          | 08/11/11/1998                                           | Naxos                                                                                              |
| Roger Norrington    | Radio-Sinfonieorchesters Stuttgart Vokalensemble Stuttgart MDR Rundfunkchor Leipzig                                               | Toby Spence             | 2003                                                    | Hänssler                                                                                           |
| Robert Shafer       | The Whashington Chorus and Orchestra                                                                                              | Byron Jones             | 2003                                                    | Gothic                                                                                             |
| Sylvain Cambreling  | SWR Sinfonieorchester Baden Baden und Freiburg EuropachoirAkademie                                                                | Paul Groves             | 31/03/2004                                              | Glor classics                                                                                      |
| Robert Spano        | Atlanta Symphony Orchestra & Chorus                                                                                               | Frank Lopardo           | 2004                                                    | Telarc                                                                                             |
| Bertrand de Billy   | Konzertvereinigung Wiener Staatsopernchor ORF Radio Symphonie Orchester Wien                                                      | Giuseppe Sabbatini      | 13/07/2005                                              | Oehms Classics                                                                                     |
| Paul McCreesh       | Gabrieli Consort and Players Wroclaw Philharmonic Choir and Orchestra                                                             | Robert Murray           | 09/2010                                                 | Signum classics                                                                                    |
| Colin Davis         | London Philharmonic Choir & LSO                                                                                                   | Barry Banks             | Concert, juin 2012                                      | LSO live                                                                                           |
| JoAnn Falletta      | Virginia Symphony Orchestra Virginia Symphony Orchestra Chorus The Choral Arts Society of Whashington                             | Robert McPherson        | 2017                                                    | Virginia Arts Festival                                                                             |
| Edward Gardner      | Bergen Philharmonic Orchestra & Choirs                                                                                            | Bror Magnus Todenes     | Concert 05/2018                                         | Chandos                                                                                            |
| Ludovic Morlot      | Seattle Symphony Choral Seattle Pro Musica                                                                                        | Kenneth Tarver          | 2018                                                    | Seattle Symphony Media                                                                             |
| John Nelson         | Philharmonia Orchestra Philharmonia Chorus London Philharmonic Choir                                                              | Michael Spyres          | 2019                                                    | Erato CD + DVD                                                                                     |

## Postérité
- "J'ai toujours considéré que cette œuvre était la plus significative et la plus belle de tout ce qu'a écrit Berlioz ; et cet enregistrement de Charles Munch en est la meilleure interprétation. Berlioz possède une hardiesse colossale, mais parfois il en abuse ; pas ici cependant ; ici règne l'harmonie et l'équilibre. J'aime tout particulièrement les premier et dernier numéros, avec le motif qui se répète aux sopranes, comme un point d'orgue. Magnifiquement audacieux sont le Lacrimosa  et le Sanctus dans l'interprétation du jeune Schreirer."  Richter, carnets, Van de Velde/Arte éditions/Actes Sud, Bruneau Monsaingeon 1998 p.307.

### Liens connexes
- Traité d'instrumentation et d'orchestration